# Skovgæster eller ... Skovsvin?
|  | Denne artikel er oprettet af botten Steenthbot ud fra en ekstern database. Den kan derfor have sproglige fejl eller mangler. Denne skabelon kan fjernes efter kontrol af indholdet. |

Skovgæster eller ... Skovsvin? er en dansk dokumentarfilm fra 1938 instrueret af Erik P. Anthony.